# Margie Joseph
Margie Joseph, née le 19 août 1950 à Gautier (Mississipi, États-Unis), est une chanteuse américaine de musique soul.
Ses plus grands succès sont : My Love (1974), reprise de Paul McCartney n° 10 des classements R&B, Whats Come Over Me (1975), chanté avec le groupe Blue Magic, numéro 11, Knockout (1982) numéro 12 et  Stop ! In The Name In Love (1971), reprise des Supremes.

## Biographie
Margie Joseph commence par chanter dans les églises au sein d'une chorale.
En 1967, elle enregistre quelques essais au Muscle Shoals studios, en Alabama.
En 1969, elle signe chez Volt Records, filiale de Stax Records, et enregistre son premier single avant de rejoindre Atlantic Records en 1973.
En 1976, elle signe chez Cotillion Records.

## Discographie
- Margie Joseph Make A New Impression, Volt, 1971
- Margie Joseph, Vivid Sound, 1973
- Sweet Surrender, Vivid Soud, 1974
- Margie, Collector's Choice Music, 1975
- Feeling My Way, Collector's Choice, Music, 1978
- Knockout!, Funky Town Grooves, 1983
- In The Name Of Love, Stax, 1988
- Latter Rain, Sistapraise, 2006